# Antonio Agudelo
Jesús Antonio Agudelo Gómez (Don Matías, 7 de agosto de 1959), conocido como Tomate Agudelo, es un exciclista colombiano, profesional entre 1984 y 1989.
En 1985 se convirtió en el primer ciclista americano en ganar una etapa en la Vuelta a España, siendo este su principal logro deportivo.

## Palmarés
| 1982 - Vuelta Independencia Nacional 1983 - Vuelta a Costa Rica 1984 - Vuelta Independencia Nacional - 3.º en el Campeonato de Colombia en Ruta 1985 - 1 etapa en la Vuelta a España - 1 etapa en el Tour del Porvenir |

## Resultados enGrandes Vueltas
| Carrera         | 1984 | 1985 | 1986 | 1987 | 1988 | 1989 |
| Tour de Francia | 19°  | Ab.  | 33°  | -    | -    | -    |
| Giro de Italia  | -    | -    | -    | -    | -    | -    |
| Vuelta a España | -    | Ab.  | Ab.  | -    | 44°  | 92°  |

-: no participa 

## Récords y marcas personales
- Su triunfo en 7.ª etapa de la Vuelta a España 1985, le permitió establecer las siguientes marcas:
  - Primer ciclista latinoamericano en ganar una etapa en la Vuelta a España
  - Primer ciclista colombiano en ganar una etapa en la Vuelta a España

## Equipos
- Pilas Varta (1984)
- Café de Colombia (1985)
- Teka (1986)